# Коммунистическая организация Греции
Коммунистическая организация Греции (греч. Κομμουνιστική Οργάνωση Ελλάδας) — леворадикальная партия маоистского толка в Греции. Вторая (после Синаспизмос — Коалиции левых и экологических движений) по величине партия, входившая в Коалицию радикальных левых (СИРИЗА).

## История
КОЕ ведёт своё происхождение от «антиревизионистской» группы в Коммунистической партии Греции (КПГ), покинувшей партию на фоне советско-китайского раскола и оформившейся в 1964 году в Организацию марксистов-ленинцев Греции. Последняя издавала ежемесячный журнал «Анагеннисси» («Возрождение») и еженедельную газету «Лайкос дромос» («Народный путь»).
В 1976 году маоистами была создана Коммунистическая партия Греции (марксистско-ленинская), а в 1984 году — «А/синехия» (Α/συνεχεια -не/продолжение). Нынешнаяя КОЕ — преемница А/синехии. Партийная печать последней носила название «Аристера!» («Левые»!). Первый её номер был опубликован в феврале 1996 года, а последний — в январе 2010 года. С февраля 2010 года КОЕ издаёт газету «Дромос тис аристерас» («Левый путь») совместно с другой левой партией, также входящей в Коалицию радикальных левых (СИРИЗА), — КЕДА (Движение за единство действий левых); при этом большинство сотрудников газеты являются беспартийными. С газетой сотрудничают и известные зарубежные авторы, например, Мумия Абу-Джамал, Хосе Мария Сисон и политический карикатурист Карлос Латуфф.
20 июня 2007 года Коммунистическая организация Греции вошла в состав Коалиции радикальных левых (СИРИЗА), с составляющими которой она уже сотрудничала с 2001 года в рамках «Пространства для диалога за единство и совместные действия левых» (Χώρος Διαλόγου για την Ενότητα και Κοινή Δράση της Αριστεράς) и которую она поддержала на парламентских выборах 2004 года. Лучшие результаты кандидаты КОЕ, представлявшие СИРИЗА на последующих парламентских выборах 2007 года показали в Этолии и Акарнании (1-е место, 1126 голосов), Ахайе (2 место, 2628 голосов), Салониках (2-е место, 2165 голосов), Лариссе (3-е место, 1294 голосов), Аттике (3-е место, 4022 голосов) и Пирее (3-е место, 1958 голосов).
Отделения КОЕ существуют в 40 городах Греции. С партией связаны «Союз трудового народа» и «Молодёжь КОЕ». Студенты, поддерждиващие КОЕ, являются членами «Левого единства», объединившего несколько левых студенческих организаций, поддерживающих линию Коалиции радикальных левых (СИРИЗА).
Коммунистическая организация Греции участвует в работе Международной конференции марксистско-ленинских партий и организаций, является одним из соучредителей Совещания коммунистических и рабочих партий на Балканах, а также «Антиимпериалистического пространства» в рамках Европейских социальных форумов.